# Michael Vergers
Michael Vergers (ur. 24 czerwca 1969 roku w Alkmaarze) – holenderski kierowca wyścigowy.

## Kariera
Vergers rozpoczął karierę w międzynarodowych wyścigach samochodowych w 1989 roku od startów w Brytyjskiej Formule Ford 1600 Rac oraz Brytyjskiej Formule Ford 1600 Esso. Nie zdobywał jednak punktów. W tym samym roku był drugi w Festiwalu Formuły Ford. W późniejszych latach Holender pojawiał się także w stawce Formuły Opel Lotus Euroseries, Brytyjskiej Formuły Ford, Sports Racing World Cup, ASCAR, V8Star Germany, Le Mans Endurance Series, Formula Ford 1600 - Edwina Overend Trophy, SCSA V8 Trophy, American Le Mans Series, Le Mans Series, 24-godzinnego wyścigu Le Mans oraz Porsche GT3 Cup Challenge Middle East.